# Чижівка (Шепетівський район)
Чижі́вка — село в Україні, у Сахновецькій сільській громаді Шепетівського району Хмельницької області. Населення становить 286 осіб.

## Історія
У 1906 році село Михнівської волості Ізяславського повіту Волинської губернії. Відстань від повітового міста 13 верст, від волості 7. Дворів 154, мешканців 813.
9 січня 2019 року громада УПЦ МП приєдналася до Української Помісної Церкви.

## Населення

### Мова
Розподіл населення за рідною мовою за даними перепису 2001 року:
| Мова       | Кількість | Відсоток |
| ---------- | --------- | -------- |
| українська | 285       | 99.65%   |
| білоруська | 1         | 0.35%    |
| Усього     | 286       | 100%     |